# Gimnastyka na Letnich Igrzyskach Olimpijskich 1904 – czwórbój
Czwórbój mężczyzn był jedną z jedenastu konkurencji gimnastycznych rozgrywanych podczas III Letnich Igrzysk Olimpijskich w Saint Louis. Zawody odbyły się w dniu 28 października 1904.
W zawodach wzięło udział około 10 zawodników, z których znamy nazwiska tylko 5. Wszyscy startujący pochodzili ze Stanów Zjednoczonych Ameryki.

## Wyniki
| Pozycja | Zawodnik      | Pkt    |
| ------- | ------------- | ------ |
| 1.      | Anton Heida   | 161,00 |
| 2.      | George Eyser  | 152,00 |
| 3.      | William Merz  | 135,00 |
| 4.      | John Duha     |        |
| 5.      | Edward Hennig |        |